# Lapsang souchong
Lapsang souchong (čínsky: 拉普山小種/正山小种, la-pchu-šan siao-čung) je velice aromatický černý čaj pocházející z Číny. Původně pochází z regionu Wu-i v čínské provincii Fu-ťien. Díky svému aromatu je také občas označován jako kouřový nebo uzený čaj.

## Výroba
Aroma získává zvláštním postupem sušení – lístky čaje jsou sušeny v kouři z doutnajících kořenů borového dřeva bohatých na pryskyřici. Tento postup vznikl za dynastie Čching, kdy se kvůli průchodu armád v kopcích v oblasti Wu-i zpozdila doba sušení čaje a kvůli včasnému uspokojení poptávky zkusili prodejci čaje tento proces urychlit sušením lístků v kouři. Tento postup se zachoval a čaj se tak od té doby suší pravidelně.
Mnoho z látek, které tvoří aroma Lapsang Souchong, včetně longifolene, lze získat pouze z borového kouře, a proto je nelze najít v jiných druzích čaje.[nedostupný zdroj]